# Francisc I al celor Două Sicilii
Francisc I (n. 19 august 1777, Napoli, Regatul Neapolelui – d. 8 noiembrie 1830, Napoli, Regatul celor Două Sicilii) a fost rege al celor Două Sicilii din 1825 până în 1830.

## Biografie
Francisc s-a născut la Neapole ca fiu a lui Ferdinand I al celor Două Sicilii și a soției sale, Arhiducesa Maria Carolina a Austriei. De asemenea, a fost nepotul Mariei Antoaneta și a regelui Ludovic al XVI-lea al Franței, ultimul rege al Franței înainte de Prima Republică Franceză.
După moartea fratelui său mai mare, Carlo, Duce de Calabria, Francisc a devenit moștenitor al tronului și Duce de Calabria, titlul tradițional pentru moștenitorul tronului din Neapole.
În 1796 Francisc s-a căsătorit cu verișoara sa primară, Arhiducesa Maria Clementina a Austriei, fiica împăratului Leopold al II-lea, Împărat al Sfântului Imperiu Roman. Când ea a murit, el s-a recăsătorit cu o altă verișoară primară, Maria Isabella a Spaniei, fiica regelui Carol al IV-lea al Spaniei.
După ce familia de Bourbon a părăsit Neapole pentru Sicilia în 1806, și Lordul William Bentinck a stabilit o constituție care l-a lipsit pe Ferdinand de orice putere, Francisc a fost numit regent în 1812.

## Copii
Cu Maria Clementina de Austria:
- Carolina Ferdinanda Luisa (1798–1870), care s-a căsătorit cu Charles Ferdinand, duce de Berry, al doilea fiu al regelui Carol al X-lea al Franței; s-a recăsătorit cu Contele Lucchesi Palli, Prinț di Campofranco, Duce della Grazia.
- Ferdinando (1800–1801).

Cu Isabella a Spaniei:
- Luisa Carlotta (1804–1844), care s-a căsătorit cu fratele mai mic al mamei sale, Infantele Francisco de Paula al Spaniei.
- María Cristina (1806–1878), care s-a căsătorit cu unchiul ei Ferdinand al VII-lea al Spaniei (fratele mai mare al mamei ei); s-a recăsătorit cu Ferdinand Muñoz, Duce de Rianzares.
- Ferdinand al II-lea al celor Două Sicilii (1810–1859) care a devenit succesorul lui Francisc I și s-a căsătorit de două ori.
- Carlo Ferdinando, Prinț de Capua (1811–1862). Căsătorit morganatic cu Penelope Smyth; a avut copii.
- Leopoldo, Conte di Siracusa (1813–1860). Căsătorit cu Prințesa Maria de Savoia-Carignan; nu a avut copii.
- Maria Antonietta (1814–1898). Căsătorită cu Leopold al II-lea, Mare Duce de Toscana.
- Antonio, Conte de Lecce (1816–1843).
- Maria Amalia (1818–1857), care s-a căsătorit cu Infantele Sebastian al Portugaliei și Spaniei.
- Maria Carolina (1820–1861). Căsătorită cu Carlos, Conte de Montemolin al Spaniei și pretendent carlist la tronul Spaniei.
- Teresa (1822–1889). Căsătorită cu Pedro al II-lea al Braziliei.
- Luigi, Conte di Aquila (1824–1897). Căsătorit cu Januária Maria, Prințesă Imperială a Braziliei (sora lui Pedro al II-lea al Braziliei și a Mariei a II-a a Portugaliei). Au avut copii.
- Francesco, Conte de Trapani (1827–1892). Căsătorit cu Arhiducesa Maria Isabella de Austria; au avut copii.

De asemenea, Francisc a avut copii nelegitimi cu metresele sale.